# Trgovina na glavni ulici
Trgovina na glavni ulici (češko Obchod na korze) je češkoslovaški dramski film iz leta 1965 o nacističnem programu arizacije (nemško Arisierung) med drugo svetovno vojno na Slovaškem. Režirala sta ga Ján Kadár in Elmar Klos po scenariju Ladislava Grosmana, ki temelji na njegovem romanu Obchod na korze iz leta 1964. Producirala ga je družba Barrandov Studios, snemanje pa je potekalo v mestu Sabinov v severovzhodni Slovaški. V glavnih vlogah nastopajo Ida Kamińska, Jozef Kroner, Hana Slivková, Martin Hollý st., František Zvarík in Martin Gregor. Zgodba prikazuje zgodbo tesarja Tóna Brtka (Kroner), ki ga nacistične oblasti zadolžijo za arijski nadzor nad trgovino judovske vdove Rozálie Lautmannové (Kamińska).
Film je bil premierno prikazan 8. oktobra 1965. Naletel na dobre ocene kritikov in bil tudi finančno uspešen, v Severni Ameriki je s prodajo vstopnic za kinematografe prinesel 1,45 milijona USD. Na 38. podelitvi je bil kot prvi češkoslovaški film nagrajen z oskarjem za najboljši tujejezični film, Kamińska pa je bila na 39. podelitvi nominirana za oskarja za najboljšo igralko, v tej kategoriji je bila nominirana tudi za zlati globus. Film je bil prikazan tudi na Filmskem festivalu v Cannesu, kjer je bil nominiran za zlato palmo, Kroner in Kamińska pa sta bila deležna posebne omembe za igro.

## Vloge
- Jozef Kroner kot Anton "Tóno" Brtko
- Ida Kamińska kot Rozália Lautmannová
- Hana Slivková kot Evelína Brtková
- Martin Hollý st. kot Imrich Kuchár
- František Zvarík kot Markuš Kolkotský
- Elena Pappová-Zvaríková kot Ružena »Róžika« Kolkotská
- Adam Matejka kot stric Piti
- Martin Gregor kot g. Katz
- František Papp kot g. Andorič
- Gita Mišurová kot ga. Andoričová
- Eugen Senaj kot g. Blau
- Lujza Grossová kot ga. Eliášová
- J. Mittelmann kot Daniel »Danko« Eliáš
- Mikuláš Ladžinský kot Marian Peter
- Alojz Kramár kot stric Balko
- Tibor Vadaš kot trafikant